# 余天任
余天任（?—?），字子大，自号退斋，庆元府昌国县（今属舟山定海）人，南宋政治军事人物，在南宋理宗时出任兵部尚书。

## 家族和生平
北宋时期，五世祖余息庵出任明州观察判官，家族始移居宁波鄞县（今鄞州区一带）。余息庵任上曾去昌国县（当时隶属明州，今舟山定海区一带）视察，流连海岛美景，退休后就隐居在岛上。
余天任祖父余涤（余息庵之孙），移居鄞县。当时史浩正担任余姚县尉并兼管昌国县的盐务（因昌国产盐。另一说法，史浩曾担任昌国县尉），余涤遂与史浩结识。史浩后来入京城临安参赞机务，就聘请余涤担任家庭教师，教育自己家中后代。余天任和兄余天锡就一同入鄞县史家读书。不久之后，史浩之子史弥远又聘请余天任之兄余天锡担任史家的家庭教师。余家遂与史家结成世交。
嘉定十六年（1223年），余天锡登进士第，仕至参知政事，封太师、赠奉化郡公。而余天任于宝庆二年（1226年）入仕，官至兵部尚书。余天任之子余晦，曾拜元帅，也出任兵部尚书，总管蜀地军务。余家故有“一门三尚书”之谓。

## 遗迹
- 今南宋兵部尚书余天任神道石刻，今位于浙江省宁波市东钱湖镇度假区高钱村青雷山北坡，属全国重点文物保护单位东钱湖石刻。[3]
- 今浙江宁波大余桥、小余桥。[4]

## 世交家族
- 鄞县史氏